# Brytbladskniv

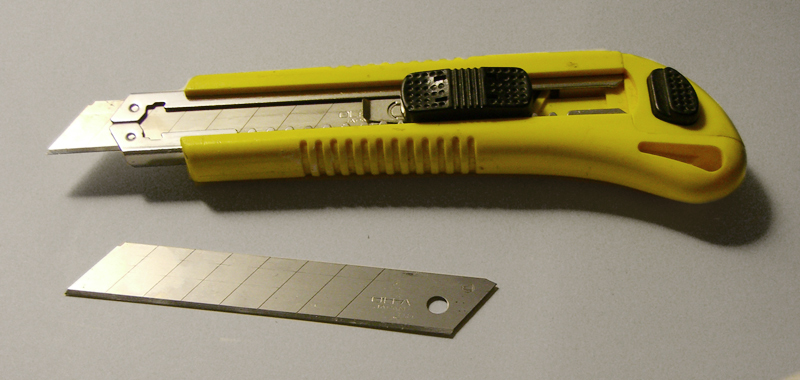
Brytbladskniv med ett extra blad.

En brytbladskniv är en typ av kniv med utbytbart blad.
Brytbladsknivens hölje är oftast i plast, men kan även vara helt eller delvis i metall. Inuti höljet finns ett spår som brytbladet kan skjutas fram och tillbaka i. Bladet låses i önskat läge genom att man säkrar den löpare (på bilden svart) som bladet är fästat vid. Vanligen sker detta genom att en del av löparen föres bakåt. När den främre delen av bladet har blivit slött kan detta brytas bort med hjälp av en plattång eller ett specialverktyg (på bilden en del av knivens bakre ände) som ofta medföljer kniven. Bladet bryts av i ett i förväg stansat spår och en oanvänd del av bladet förs fram och säkras med löparen.
Brytbladsknivar fungerar bäst för icke styrkekrävande arbeten i tunna material som papper, papp, skinn, läder och trä. De är inte lämpliga att tälja större trästycken med. Brytbladsknivar används mestadels inom olika hantverk och hobbyer, men även vid paketering och uppaketering av försändelser.
Det finns två huvudsakliga standardbredder på blad och därmed även på höljen. Bilden visar en kniv med brett blad.
En lite tyngre släkting till brytbladskniven är mattkniven.